# Lago Idku
Il lago Idku è un lago salmastro che si trova in Egitto nella regione del delta del Nilo nella zona settentrionale del governatorato di Beheira a ovest del ramo di Rosetta del Nilo. Il lago è immediatamente a sud della città di Idku, si estende per circa 35 km parallelamente alla costa e ha una larghezza massima di 26 km. È collegato al Mediterraneo dal canale di Al-Ma'addiyah (Bughaz El Maadia).
Vi sono tre principali canali di scolo che scaricano nel lago, mentre il Bughaz El Maadia fornisce un collegamento con il mare. L'acqua del lago è prevalentemente dolce, ma la sua salinità aumenta verso il canale di collegamento al mare e durante l'estate. La maggior parte dei margini del lago sono ricoperte da una fitta vegetazione di Phragmites e Typha, che coprono circa il 50% della superficie del lago. Barene, saline e alte dune, così come alcuni frutteti, sono presenti sul cordone di terra che separa il lago dal Mediterraneo. Il lago di Idku supporta una pesca di moderata importanza.
Sul lago nidificano alcune specie di uccelli da palude quali il pollo sultano, il tarabusino e il coucal del Senegal (Centropus senegalensis).